# Willow Koerber
Willow Koerber (ur. 12 grudnia 1977 w Asheville) – amerykańska kolarka górska, dwukrotna medalistka mistrzostw świata.

## Kariera
Pierwszy sukces w karierze Willow Koerber osiągnęła w 2009 roku, kiedy to wywalczyła brązowy medal w cross-country podczas mistrzostw świata w Canberze. W zawodach tych wyprzedziły ją jedynie Rosjanka Irina Kalentjewa oraz Norweżka Lene Byberg. Wynik ten powtórzyła na rozgrywanych rok później mistrzostwach świata w Mont-Sainte-Anne, gdzie uległa jedynie Polce Mai Włoszczowskiej i Irinie Kalentjewej. Ponadto w sezonie 2010 Pucharu Świata w kolarstwie górskim zajęła drugie miejsce w klasyfikacji generalnej cross-country kobiet. Lepsza była tylko Catherine Pendrel z Kanady, a na trzecim stopniu podium stanęła Włoszka Eva Lechner. Nie startowała na igrzyskach olimpijskich.
Jej mężem jest były amerykański kolarz Myles Rockwell.